# Carlotta Grisi
Carlotta Grisi (született Caronne Adele Josephine Marie Grisi; Visinada, 1819. június 28. – Genf, 1899. május 20.) olasz balett-táncosnő. A Giselle címszerepében nyújtott alakításáról volt ismert.

## Életpályája
Az isztriai Visinada városában (ma Vižinada, Horvátország) született. Operakedvelő családban nevelkedett, bár szülei nem foglalkoztak színházzal. A Milánói Scala balettiskolájában, majd Jules Perrot balettmesternél tanult.
1836-os debütálásakor Londonban a kiváló táncossal, Jules Perrot-val lépett fel, legközelebb Párizsban, a Théâtre de la Renaissance-ban (1840), majd egy évvel később Perrot-val Európa más részein is turnézott. Perrot kapcsolatai révén Párizsban, Londonban, Bécsben, Münchenben és Milánóban énekelt és táncolt. E két képessége közül a tánc volt az elismerésre méltóbb. Az akkoriban nagy figyelmet kapott Perrot koreográfiájával mind a közönség, mind a kritika elismerését kivívta.
Legnagyobb szerepe mindazonáltal a Giselle volt. A kétfelvonásos balett világpremierje 1841. június 28-án volt a párizsi Théâtre de l'Académie Royale de Musique-ban. Albrecht szerepét Lucien Petipa (a nagy Marius Petipa fivére), Myrtha, a Wilis királynője szerepét Adèle Dumilâtre táncolta. Szenzációt keltett, és arra ösztönözte a recenzenseket, hogy a Giselle-t kora legnagyobb balettjének és a La Sylphide romantikus mestermű diadalmas utódjának nyilvánítsák. Ez azonnal megalapozta Grisi hírnevét a legelső egészestés balettjében Párizsban. Gázsija 1842-ben 5000 francia frankról 12 000-re, 1844-re pedig 20 000-re nőtt, további teljesítménydíjakat is kapott. Ez egyben a változás kezdetét is jelentette Jules Perrot-hoz fűződő kapcsolatában.
Lillian Moore tánctörténész azt mondja róla: „Grisiben egyesültek a romantikus korszak többi kiemelkedő balerinájának legjobb tulajdonságai: Taglioni lendületes magas ugrásai, Elssler technikai virtuozitása és mimikája, valamint Cerrito örömteli, pazar lendülete. Habár művészetének egyetlen aspektusában sem tudta felülmúlni társait, Grisi sokoldalúságával mindenkit lepipált.”
Grisi utolsó fellépése nyugaton Paul Taglioni Les Métamorphoses (más néven Satanella, 1849) című művében volt.
1850-ben csatlakozott Perrot-hoz az oroszországi Szentpéterváron, ahol balettmesternek nevezték ki, és a Giselle-t táncolta a Cári Bolsoj Kamennij Színházban. Az első oroszországi Giselle-t Fanny Elssler táncolta, így a kezdeti reakció Grisi szerepértelmezésére nem volt lelkes. Idővel azonban az oroszok már értékelték tehetségét. 1850 és 1853 között a Szentpétervári Császári Színházak primabalerinája volt, nemcsak Perrot-val, hanem Joseph Mazilier-vel is, aki a La Jolie Fille de Gand és a Vert-Vert című darabokban állította színpadra.
1854-ben lányával, Julie-Marie-val együtt elhagyta Oroszországot. Varsóba ment, ahol tovább akart táncolni. Ám teherbe esett Léon Radziwill hercegtől, aki rávette, hogy hírneve csúcsán vonuljon vissza a balettől. Grisi 1855-ben megszülte második lányát, Léontine Grisit, és 34 évesen a genfi Saint-Jeanban telepedett le, hogy a Villa Grisiben (más néven Villa Saint-Jean; ma már nem áll) éljen az elkövetkező 46 évben, békés visszavonultsagában. Ott is halt meg 1899. május 20-án, 79 évesen.
A Giselle egyik alkotója, Théophile Gautier, aki Carlotta húga, Ernestina férje volt, úgy jellemezte táncát mint gyermeki művészettelenséget, boldog és fertőző vidámságot. Carlotta Grisi a híres szoprán énekesek, Giuditta és Giulia Grisi nővérek unokatestvére volt.

## Nevezetes szerepei
- A Giselle címszerepét alakította (Jules Perrot, Jean Coralli és Adolphe Adam, 1841)
- Peri/Leila kettős szerepét játszotta a keleti La Périben (Jean Coralli és Friedrich Burgmüller, 1843)
- A Paquita címszerepét alakította (Joseph Mazilier és Édouard Deldevez, 1844)
- Második balerina volt a Pas de Quatre-ban (Jules Perrot és Cesare Pugni, 1845)
- Mazourka szerepét alakította a Le Diable à quatre című filmben (Joseph Mazilier és Adolphe Adam, 1845)

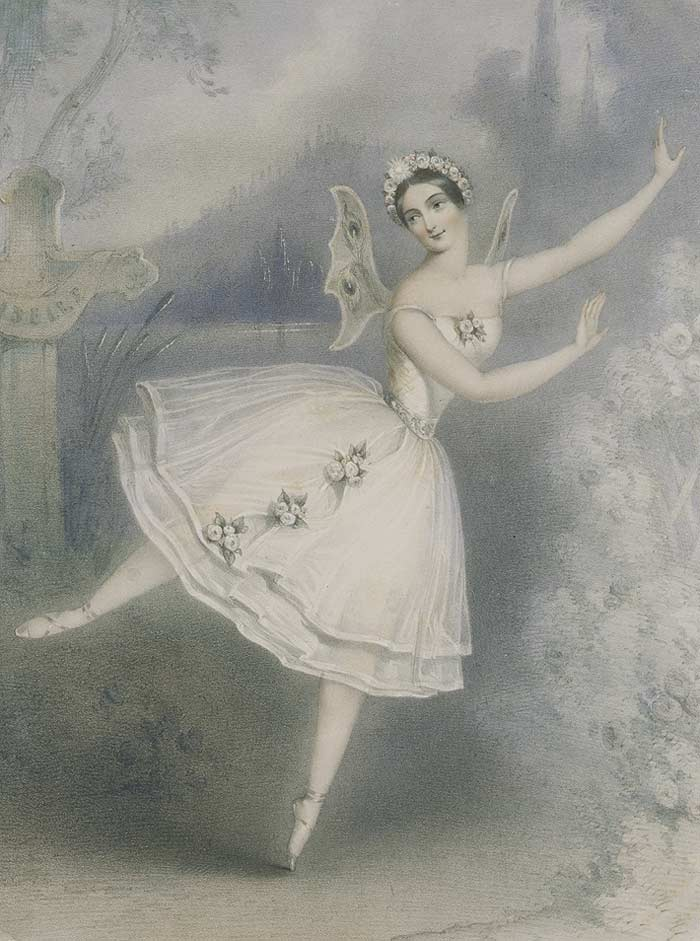
Ismeretlen művész litográfiája Grisiről Adolphe Adam: Giselle címszerepében, Párizs, 1841
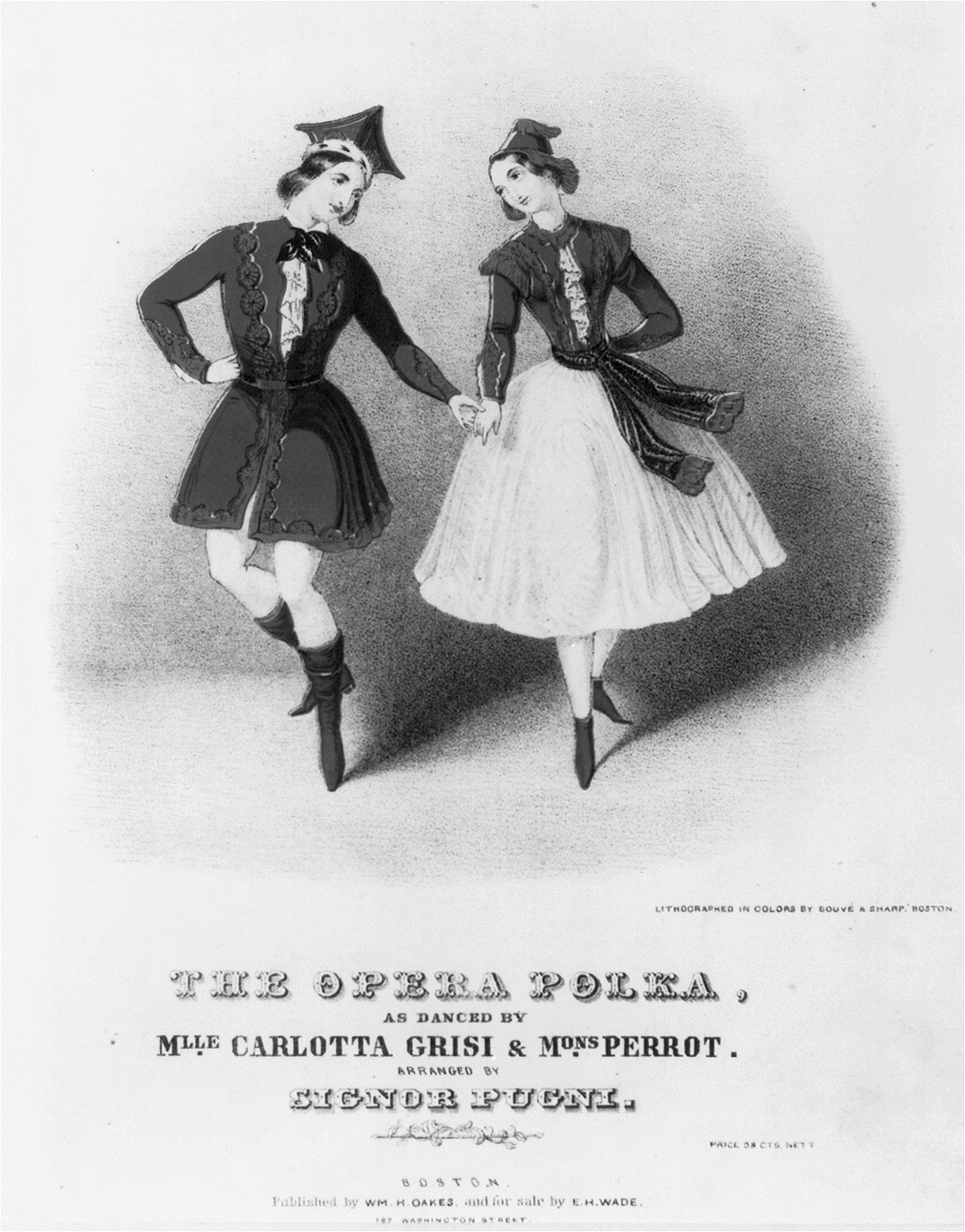
Polka Caroltta Grisi & Jules Perrot előadásában, Cesare Pugni litográfiája (Boston: William H. Oakes, 1840-es évek)
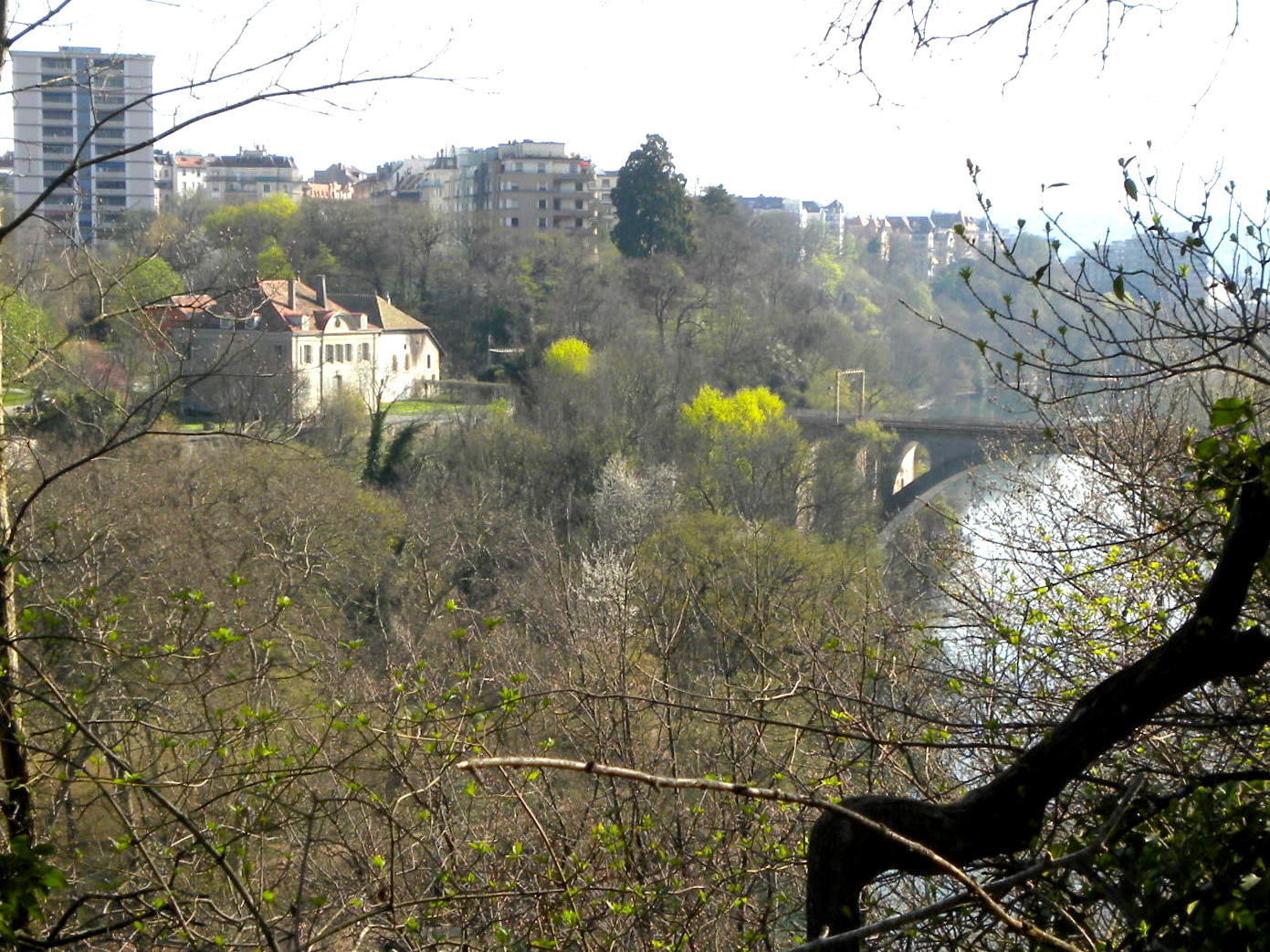
Saint-Jean, Genf kerülete, ahová Grisi 1856-ban visszavonult
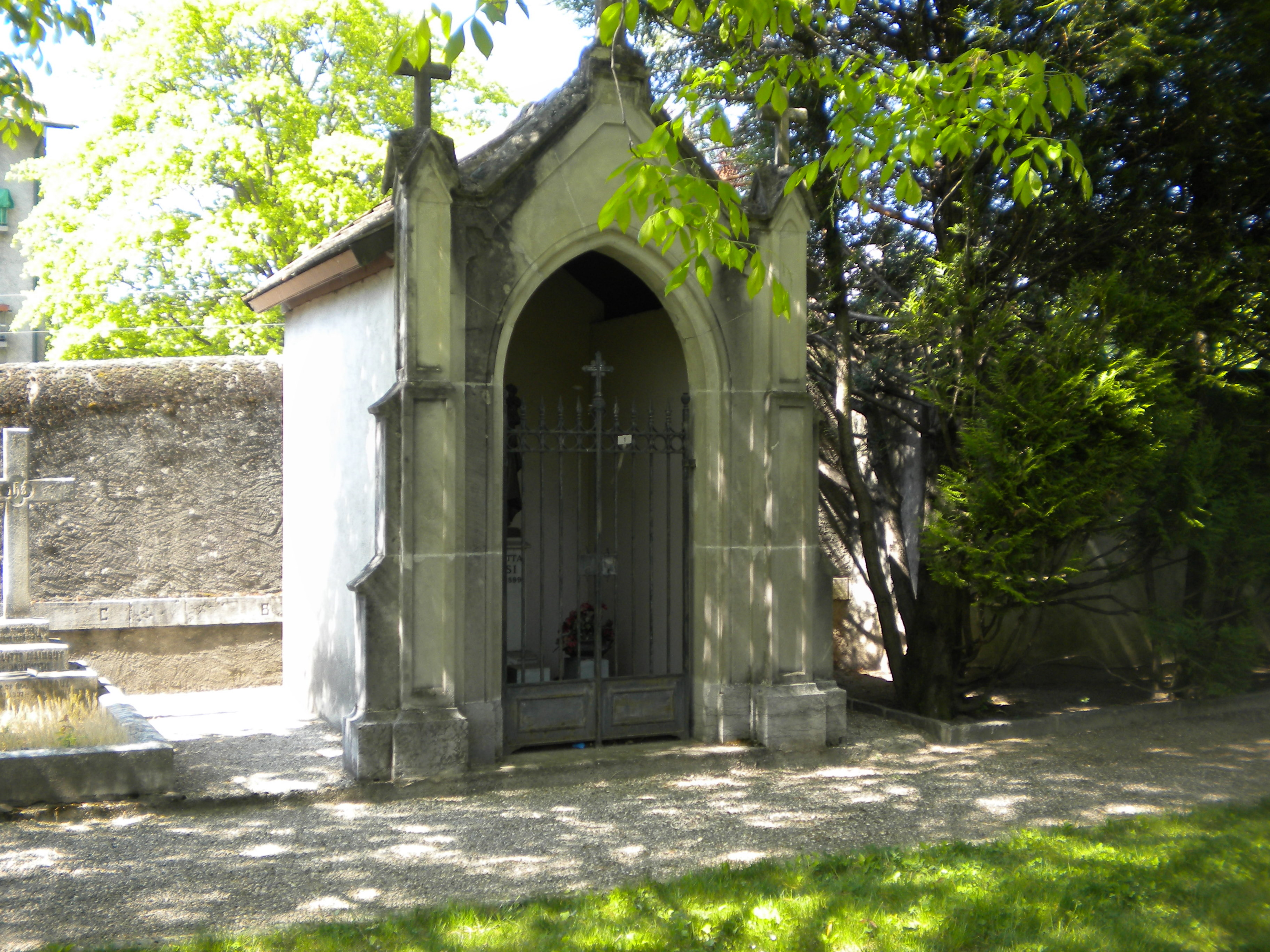
Sírboltja a közeli temetőben

## Fordítás
- Ez a szócikk részben vagy egészben  a   Carlotta Grisi című angol Wikipédia-szócikk ezen változatának fordításán alapul.  Az eredeti cikk szerkesztőit annak laptörténete sorolja fel. Ez a jelzés csupán a megfogalmazás eredetét és a szerzői jogokat jelzi, nem szolgál a cikkben szereplő információk forrásmegjelöléseként.